# Sabri Gmir
Pas d'image ? Cliquez ici

a Compétitions nationales et continentales officielles uniquement.

b Matchs officiels uniquement.
Dernière mise à jour le 8 août 2024.
Sabri Gmir, né le 14 février 1986 à Nabeul (Tunisie), est un joueur de rugby à XV et rugby à sept international tunisien.

## Carrière

### En club
Après avoir pratiqué divers sports lors de sa jeunesse, Sabri Gmir commence le rugby à l'âge de 14 ans dans sa ville natale, avec le club du Stade nabeulien. Il joue d'abord au poste de talonneur, avant de faire sa transition vers les postes d'ailier et de demi de mêlée.
Après plusieurs saisons à jouer dans le championnat tunisien avec Nabeul, il tente l'expérience française en 2007 avec le club de La Tremblade évoluant en Fédérale 3 (5e division). Il ne reste qu'une saison avec le club charentais, avant de retourner jouer avec le Stade nabeulien dans son pays d'origine.
En 2009, il fait son retour en France avec le RC Compiègne en Fédérale 2.
Après une très bonne saison avec Compiègne, il est recruté par l'AS Béziers, évoluant alors en Fédérale 1. Dans son nouveau club, il termine la saison comme meilleur marqueur du championnat (onze essais), et participe à la remontée de son club en Pro D2 après l'obtention du titre de champion de France de Fédérale 1,. Il s'impose ensuite comme un cadre du club biterrois, avec qui il dispute 164 matchs en sept saisons de Pro D2, et inscrit 44 essais.
En 2018, alors qu'il lui reste encore une année de contrat avec l'ASBH, il décide de quitter le club pour des raisons familiales,. Il rejoint alors l'Union Cognac Saint-Jean-d'Angély en Fédérale 1, où il retrouve son ancien entraîneur à Béziers, Christophe Hamacek. Il joue deux saisons avec ce club, et inscrit seize essais en 42 matchs. Il quitte le club à la fin de la saison 2019-2020.
Il rejoint en 2020 le club de Beauvais, qui vient d'être promu en Fédérale 1. Lors de sa première saison, il ne joue que cinq matchs avant que la saison ne soit interrompue — puis annulée — à cause de la pandémie de Covid-19,.
Après cette saison tronquée à Beauvais, il rejoint le SC Pamiers dans le même championnat pour la saison 2021-2022.
Après avoir aidé Pamiers à accéder à la Nationale 2, il rejoint en 2022 le club deux-sévrien du SA Parthenay, évoluant en Fédérale 3.
Une saison plus tard, il rejoint le OC Montluçon au sein du même championnat. En cours de saison, après l'éviction de l'un des entraîneurs du club, il prend en charge l'entraînement des trois-quarts, en plus de ses fonctions de joueur.

### En équipe nationale
Sabri Gmir joue dans premier temps avec l'équipe de Tunisie de rugby à sept à partir de 2005. Cette année-là, il participe à la coupe du monde 2005 à Hong Kong, où son équipe, entrainée par Claude Saurel, parvient à battre l'Afrique du Sud,.
Plus tard en 2005, il fait également ses débuts avec la sélection tunisienne à XV à l'occasion d'un match contre le Maroc.
Il joue alors régulièrement avec ces deux sélections jusqu'en 2018, participant à trois coupes du monde à sept (2005, 2009 et 2013), trois phases de qualifications pour les coupes du monde à XV (2007, 2011 et 2015) et plusieurs coupes d'Afrique.

## Palmarès
- Champion de France de Fédérale 1 en 2011 avec l'AS Béziers.